# 삼포교통
삼포교통(三浦交通)은 경상남도 사천시에 있는 사천시의 시내버스 기업이다. 계열사로는 부산교통, 하동버스, 대한여객, 영화여객, 통영교통, 부일교통 등이 있다.

## 차고지
- 경상남도 사천시 중앙로 193 (벌리동) (본사:전노선 시종착)

## 주요 연혁
- 2007년 5월 8일: 계열사인 부산교통에서 사천시내버스를 분사시켜 설립하였다.

## 주요 차량
현대자동차
- E-에어로타운
- 뉴 슈퍼 에어로시티
- 현대 일렉시티 II EV
- 현대 그린시티 2차 F/L 디젤

## 같이 보기
- 부산교통
- 대한여객
- 영화여객
- 통영교통
- 부일교통